# Familiar Touch
Familiar Touch ist ein Filmdrama von Sarah Friedland. Der Film mit Kathleen Chalfant, London Garcia, Alison Martin, Andy McQueen und H. Jon Benjamin in den Hauptrollen feierte Anfang September 2024 bei den Internationalen Filmfestspielen von Venedig seine Premiere und kam im Juni 2025 in die US-Kinos.

## Handlung
Die 80-jährige Ruth Goldman fühlt sich manchmal noch jung und beschwingt wie ein Teenager. Zu akzeptieren, dass sie ihren Alltag nicht mehr allein bewältigen kann, ist bereits schwer für die demente Frau, doch noch schwerer ist es für sie, den eigenen kognitiven Niedergang anzuerkennen.
Ihr Sohn Steve hat seine Mutter im „Bella Vista“ untergebracht, einer gehobenen Einrichtung für betreutes Wohnen. Manchmal taucht die ausgebildete Köchin dort in der Küche auf, als würde sie dort arbeiten, und sorgt dafür, dass ihre Mitbewohner ein besseres Frühstück bekommen.

## Produktion

### Filmstab und Besetzung

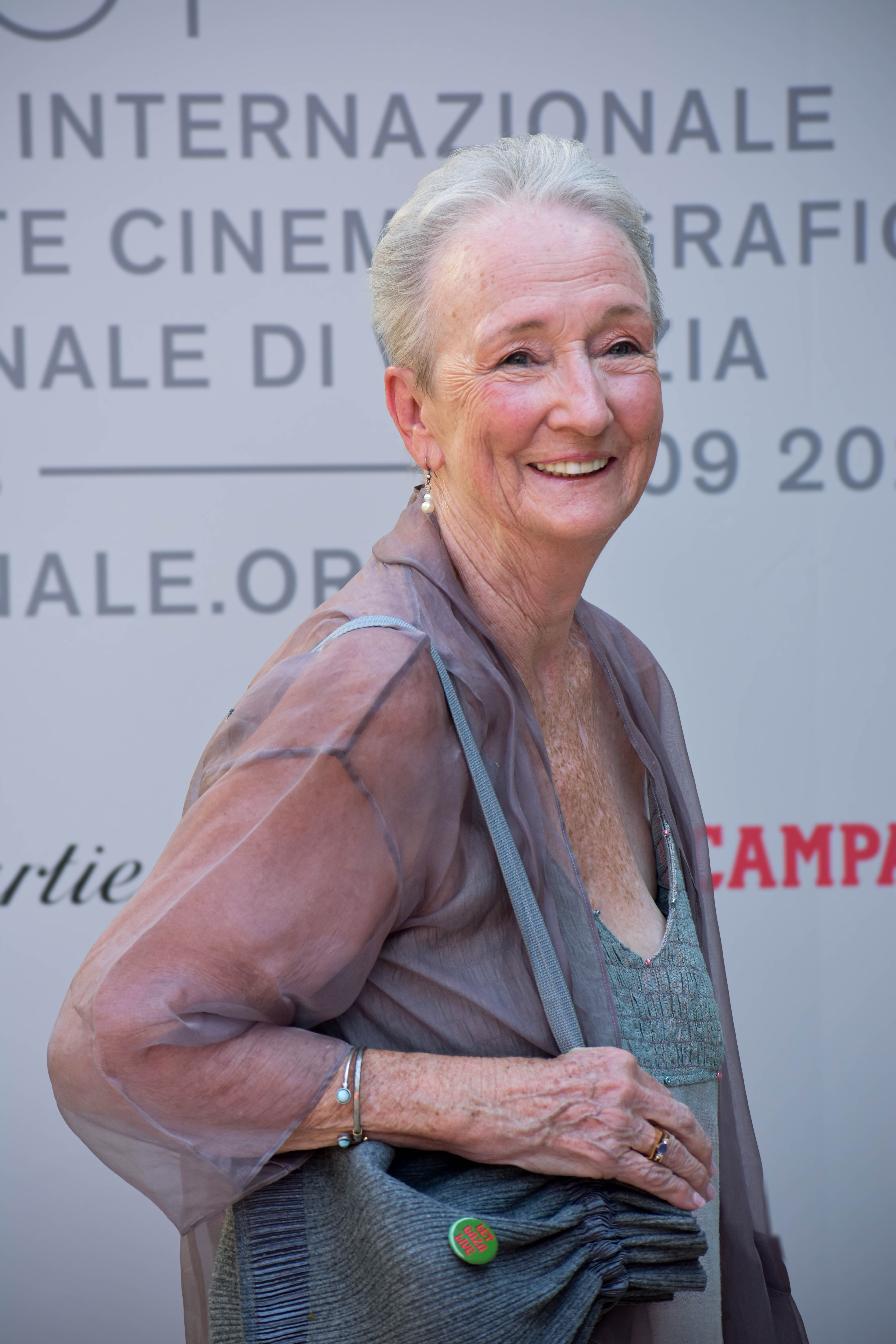
Kathleen Chalfant spielt Ruth

Regie führte Sarah Friedland, die auch das Drehbuch schrieb. Die Filmemacherin ist auch als Choreografin tätig. Sie arbeitete in der Vergangenheit als Assistentin für Steve McQueen und Kelly Reichardt. Es handelt sich bei Familiar Touch um ihr Spielfilmdebüt.
Kathleen Chalfant spielt in der Hauptrolle die demenzkranke Ruth Goldman. H. Jon Benjamin spielt ihren Sohn Steven, den sie für einen Verehrer hält. Carolyn Michelle spielt ihre neue Pflegerin Vanessa und Andy McQueen den Assistenzarzt Brian. In weiteren Rollen sind London Garcia als Cynthia, Alison Martin als Joan, Katelyn Nacon als Sophie, Sandy Velasco als Angela und Joahn Webb als Pearl zu sehen. Das Casting übernahm Betsy Fippinger.

### Veröffentlichung
Der Film feierte am 3. September 2024 bei den Internationalen Filmfestspielen von Venedig seine Premiere. Im Oktober 2024 wurde er beim London Film Festival, beim Leiden International Film Festival, beim São Paulo International Film Festival und beim AFI Fest vorgestellt. Im November 2024 wurde er beim Belfast Film Festival, beim Tallinn Black Nights Film Festival, beim Internationalen Filmfestival von Stockholm und  beim Internationalen Filmfestival Mannheim-Heidelberg gezeigt. Im Dezember 2024 erfolgten Vorstellungen beim Red Sea International Film Festival. Im April 2025 wurde Familiar Touch in der Reihe New Directors / New Films, einem gemeinsamen Filmfestival des New Yorker Museum of Modern Art und der Film Society of Lincoln Center, gezeigt. Im Mai 2025 erfolgten Vorstellungen beim Chicago Critics Film Festival. Am 20. Juni 2025 kam der Film in ausgewählte US-Kinos.

## Rezeption

### Kritiken
Von den bei Rotten Tomatoes aufgeführten Kritiken sind 98 Prozent positiv. Bei Metacritic erhielt der Film einen Metascore von 88 von 100 möglichen Punkten.

### Auszeichnungen

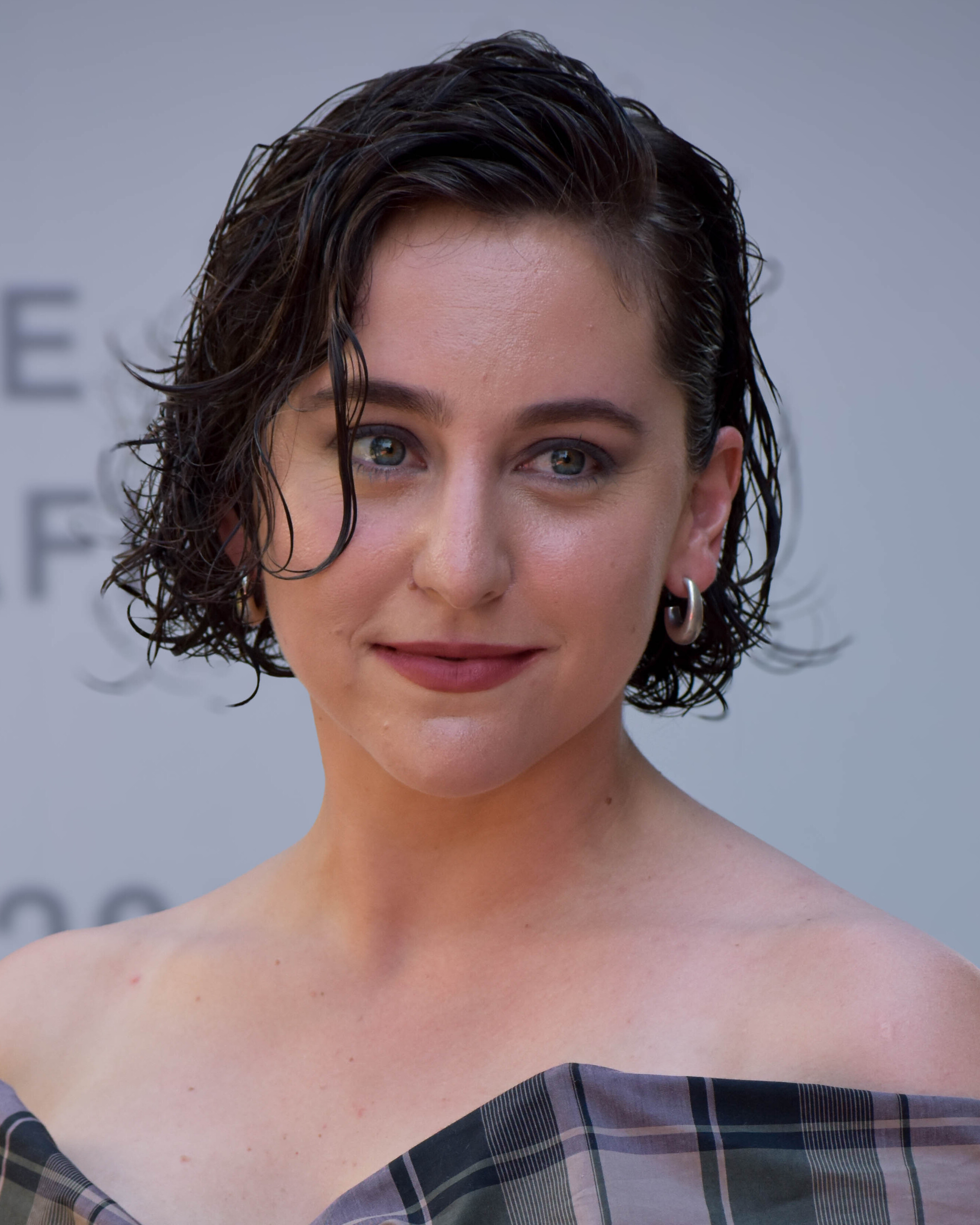
Regisseurin Sarah Friedland

Cleveland International Film Festival 2025
- Lobende Erwähnung im New Direction Competition (Sarah Friedland)[9]

Independent Spirit Awards 2025
- Auszeichnung mit dem „Someone to Watch Award“ (Sarah Friedland)[10]

International Film Festival of India 2024
- Auszeichnung als Bester Debütfilm mit dem Centenary Award (Sarah Friedland)[11]

Internationales Filmfestival Mannheim-Heidelberg 2024
- Auszeichnung mit dem Rainer Werner Fassbinder Award für das Beste Drehbuch (Sarah Friedland)[12]

Internationales Filmfestival von Stockholm 2024
- Nominierung für das Bronzene Pferd (Sarah Friedland)

Internationale Filmfestspiele von Venedig 2024
- Nominierung für den Venice Horizons Award (Sarah Friedland)
- Auszeichnung für die Beste Regie in der Sektion Orizzonti (Sarah Friedland)
- Auszeichnung als Beste Darstellerin in der Sektion Orizzonti (Kathleen Chalfant)
- Auszeichnung mit dem „Luigi De Laurentiis“-Preis für den Besten Debütfilm  (Sarah Friedland)

Provincetown International Film Festival 2025
- Auszeichnung mit dem John Schlesinger Narrative Award (Sarah Friedland)[13]

São Paulo International Film Festival 2024
- Auszeichnung als Bester fiktionaler Film im New Directors Competition (Sarah Friedland)[14]